# Венера Медицейская
Венера Медицейская (итал.  La Venere de' Medici ) — античная статуя, изображающая богиню любви и красоты Венеру. Скульптура типа Венеры Целомудренной (лат. Venus Pudica), прикрывающей одной рукой лоно, а другой грудь. Повторение эллинистического времени I века до н. э., возможно, сделанное в Афинах, с бронзовой древнегреческой статуи, близкой Афродите Книдской работы прославленного Праксителя. В иной версии: это работа мастера неоаттической школы в Италии. Находится в галерее Уффици, Флоренция, Италия.
Особенность статуи в том, что у ног Венеры изображён (в качестве дополнительной опоры) дельфин, отсутствующий в других вариациях темы «Venus Pudica». Скульптура была известна с 1559 года и входила в собрание древностей семьи Медичи в Риме, о её популярности свидетельствуют многочисленные повторения в бронзе в уменьшённом виде. Утраченные части рук были воссозданы скульптором Эрколе Феррата в середине XVII века, он придал пальцам рук статуи откровенно маньеристичный характер. Французский король Людовик XIV имел не менее пяти миниатюрных повторений этой статуи.
В XVII веке Венера находилась в Ватикане и вызывала восторги гостей Вечного города. В 1677 году статую с разрешения Иннокентия XI, который посчитал её непристойной, отправили во Флоренцию, с тех пор это произведение хранится в галерее Уффици под названием «Венера Медичи».
На цоколе статуи награвирована надпись по-гречески: CLEOMENES SON OF APOLLODORUS OF ATHENS" (Клеомен, сын Аполлодора из Афин). Надпись не является оригинальной. В XVIII веке имя «Клеомен» часто использовали для того, чтобы повысить цену неатрибутированных произведений античной скульптуры. В разное время оригинал статуи приписывали помимо Праксителя работе Фидия или Скопаса.
Лорд Джордж Гордон Байрон посвятил описанию Венеры Медицейской пять строф в поэме «Паломничество Чайльд-Гарольда».
При наступлении французских армий в 1803 году статую попытались перевезти из Флоренции в Неаполь, но она была перехвачена и отправлена по распоряжению Наполеона Бонапарта в Париж. До 1815 года она украшала собой Лувр. Чтобы компенсировать потерю, итальянский скульптор Антонио Канова создал по её образцу новую скульптуру, получившую название: Венера Италийская. Но после отречения Наполеона Венера Медицейская была возвращена в Италию 27 декабря 1815 года и помещена на прежнее место в галерею Уффици. Реплику, которую выполнил Антонио Канова, поставили в зале Венеры в Палаццо Питти во Флоренции.
Мраморная статуя типа Венеры Медицейской имеется в Метрополитен музее в Нью-Йорке. Её также датируют I веком до н. э.
Повторения Венеры Медичи имеются во многих дворцах, садах и парках Европы. Статую воспроизводили в миниатюре в бисквите (неглазурованном фарфоре) на французской фарфоровой мануфактуре в Севре. Матовая белизна бисквита ассоциируется с белизной античных мраморов.
- И. Цоффани. Трибуна Уффици. Между 1772 и 1777 гг. Холст, масло. Королевская коллекция, Лондон
- А. Канова. Венера Италийская. 1804—1811. Мрамор. Палаццо Питти, Флоренция
- Венера Медичи в галерее Уффици, Флоренция. Фотография ок. 1920 г.
- Венера Медичи. Гипсовый слепок. Музей изобразительных искусств им. А. С. Пушкина, Москва
- Венера Медичи. Реплика XVIII века. Мрамор. Петергоф